# Robert Kappel
Robert Kappel (* 1946 in Kleinwaabs, Kreis Eckernförde) ist ein deutscher Ökonom und Afrikawissenschaftler. Er ist emeritierter Professor für Wirtschaft und Politik in Afrika der Universität Leipzig und war von 2004 bis 2011 Präsident des German Institute of Global and Area Studies (GIGA).

## Leben
Robert Kappel machte 1966 Abitur am Fördegymnasium Flensburg und studierte von 1969 bis 1973 an der Universität Freiburg Volkswirtschaftslehre und Soziologie. 1980 promovierte er an der Universität Bremen mit einer wirtschaftshistorischen Arbeit über Liberia. Von 1981 bis 1989 war er als Wissenschaftler am Institut für Seeverkehrswirtschaft und Logistik Bremen tätig und von 1989 bis 1996 als Wissenschaftler an der Universität Bremen, wo er in den Aufbaustudiengängen „Dritte Welt“ und „Small Enterprise Promotion and Training Programme“ (SEPT) lehrte. Er habilitierte sich 1995 mit einer Arbeit zur Neuen Ökonomischen Geographie.
Von 1996 bis 2004 war Robert Kappel Professor für Wirtschaft und Politik in Afrika am Institut für Afrikanistik der Universität Leipzig, wo er weiterhin das Internationale Graduiertenprogramm SEPT leitete. Von 2004 bis 2011 war er Präsident des aus dem Deutschen Übersee-Institut hervorgegangenen German Institute for Global and Area Studies (GIGA) und Professor an den Universitäten Hamburg und Leipzig. Seit dem Jahr 2011 ist er Präsident Emeritus des GIGA in Hamburg und emeritierter Professor der Universität Leipzig.

## Leistungen
Kappels wissenschaftliches Schaffen kann in vier Perioden unterteilt werden:
1. Arbeiten zu verkehrswirtschaftlichen Themen, insbesondere zum Schiffsverkehr,
2. Arbeiten zur Geschichte und Gegenwart der Wirtschaft und Politik afrikanischer Länder, insbesondere im Zusammenhang mit der Herausgabe des African Development Perspectives Yearbook,
3. allgemeine entwicklungsökonomische Themen, insbesondere zur Rolle von innovativen kleinen und mittelgroßen Unternehmen im Entwicklungsprozess,
4. Arbeiten zu weltwirtschaftlichen und weltpolitischen Themen.

Durch seine zahlreichen Publikationen und Vorträge beeinflusste Robert Kappel maßgeblich die Entwicklungsökonomie und die Entwicklungspolitik in Deutschland. Als Präsident des German Institute of Global and Area Studies (GIGA) war er verantwortlich für dessen inhaltliche und organisatorische Neuausrichtung und Entwicklung zu einem international anerkannten Forschungsinstitut für globale Fragen.
Kappel bekleidet mehrere wissenschaftliche Ehrenämter, unter anderem als Mitglied des Wissenschaftlichen Beirats des Überseemuseums Bremen, als Mitglied im Präsidium und Sprecher der sozialwissenschaftlichen Institute der Leibniz-Gemeinschaft (2007–2009), als Mitglied des Wissenschaftlichen Beirats des Interdisziplinären Zentrum für Ostasienstudien der Johann Wolfgang Goethe-Universität Frankfurt (seit 2011) und als Mitglied im Vorstand der Stiftung Entwicklung und Frieden (SEF) (von 2012 bis 2015).

## Schriften

### Monographien und Fachaufsätze
- Global Power Shifts and Germany’s New Foreign Policy Agenda, in: Strategic Analysis, 38, 3, 2014: 341-352
- Der Abstieg Europas und der Vereinigten Staaten – Verschiebungen in der Weltwirtschaft und Weltpolitik, GIGA Focus Global, Nr. 1/2011, Hamburg: GIGA (PDF; 915 kB)
- Mit Esther Ishengoma, Business Environment and Growth Potential of Micro and Small Manufacturing Enterprises in Uganda, African Development Review, 23, 3, 2011: 352-365
- Mit Cord Jakobeit und Ulrich Mückenberger, Zivilisierung der Weltordnung. Normbildung durch transnationale Netzwerke, Leviathan, 3, 2010: 411-427
- Mit Jann Lay und Susan Steiner, Uganda: No more pro-poor growth?, Development Policy Review, 23, 1, 2005: 27-54
- Die Grenzen des (Post) Washington Konsensus überwinden. Armutsverringerung und Beschäftigung durch strukturelle Wettbewerbsfähigkeit, Journal für Entwicklungspolitik 19, 2, 2003: 42-55.
- Europe and Africa, Africa Contemporary Records, New York 2000: A150-158.
- Mit Werner Korte, Crisis and intervention: How ECOMOG brought about peace in Liberia, but was still unable to guarantee a democratic new beginning, Liberian Studies Journal 25, 2, 2000: 83-105.
- Begründungen für die Wachstumsschwäche in Afrika, Journal für Entwicklungspolitik 16, 2, 2000: 129-148.
- Das Chaos Afrikas und die Chancen für eine endogene Entwicklung, prokla. Zeitschrift für kritische Sozialwissenschaft 29, 4, 1999: 517-534.
- Die lang anhaltende Unterentwicklung Afrikas, in Internationale Politik und Gesellschaft 1, 1999: 38-55.
- Informalität als Normalität. Anmerkungen zu einem vernachlässigten Thema, in Comparativ 6, 4, 1996: 97-119.
- Kern und Rand in der globalen Ordnung – Globalisierung, Tripolarität, Territorium und Peripherisierung, in Peripherie 15, 59/60, 1995: 79-117.
- Kirschen und Kerne. Welche Entwicklungsländer sind Gewinner und welche Verlierer auf dem Weltmarkt? In Peripherie 23, 90/91, 1991: 232-262.
- Zur Krise und zur Perspektive des Schiffbaus in der Bundesrepublik (PDF; 171 kB)
- Ökonomie, Klassen und Staat in Liberia: Entwicklung gesellschaftlicher Widersprüche im peripheren Kapitalismus während des 19. u. 20. Jahrhunderts, Haag und Herchen, Frankfurt/Main 1982 (teilweise zugleich Dissertation Universität Bremen 1982), ISBN 3-88129-537-2

### Herausgeberschaft
- Jakobeit, Cord / Robert Kappel und Ulrich Mückenberger (2018), Transnationale Normbildungsnetzwerke, Baden-Baden: Nomos
- Basedau, Matthias / Kappel, Robert (eds.) (2011), Machtquelle Erdöl – Die Außen-, Innen- und Wirtschaftspolitik von Erdölstaaten, Baden-Baden: Nomos.
- Robert Kappel / Ulf Engel (Hrsg.): Germany's Africa policy revisited: interests, images and incrementalism, Lit-Verlag, Münster 2006 (2nd ed.), ISBN 3-8258-5985-1
- Utz Dornberger / Robert Kappel / Ute Rietdorf (Hrsg.): Klein- und Mittelunternehmen in Entwicklungsländern: die Herausforderungen der Globalisierung, Deutsches Überseeinstitut, Hamburg 2003, ISBN 3-926953-58-6
- Weltwirtschaft und Armut, Deutsches Überseeinstitut, Hamburg 1997, ISBN 3-926953-39-X
- African Development Perspectives Yearbook. Lit-Verlag, Münster und Berlin seit 1989, ISBN 3-923024-29-0.
- Robert Kappel: Schatten im Licht. Gedichte. Books on Demand, 2024, ISBN 978-3-7597-5199-7 (124 S.).
- Robert Kappel: Im Dorf. Schwansener Geschichten. Books on Demand, 2024, ISBN 978-3-7597-4905-5 (74 S.).